# Lørdag 11:57
|  | Denne artikel er oprettet af botten PalnaBot ud fra en ekstern database. Den kan derfor have sproglige fejl eller mangler. Denne skabelon kan fjernes efter kontrol af indholdet. |

Lørdag 11:57 er en dokumentarfilm fra 1957 instrueret af Carl Otto Petersen efter manuskript af Carl Otto Petersen.

## Handling
En mand læser avis. Når han kommer til noget om atombombeeksplosioner og lignende ubehagelige ting, tager han blå briller på. Til sidst falder han i søvn, men vågner med et sæt ved lyden af luftværnssirenen. Det var kun lørdagsprøven - denne gang. Men det kan blive alvor en dag, og da vil et godt udbygget civilforsvar med et trænet mandskab kunne redde tusinder af menneskeliv.